# إطسا (مركز)
مركز إطسا، مركز إداري مصري. يقع في محافظة الفيوم الواقعة في جمهورية مصر العربية. القاعدة الإدارية للمركز هي مدينة إطسا، وتضم كذلك مدينة الفيوم الجديدة.